# Ciriaco De Mita
Ciriaco Luigi De Mita (phát âm tiếng Ý: [tʃiˈriːako luˈiːdʒi de ˈmiːta]; sinh ngày 2 tháng 2 năm 1928 - mất ngày 26 tháng 5 năm 2022) là chính trị gia người Ý. Ông giữ chức Thủ tướng thứ 47 của Ý từ năm 1988 đến năm 1989 và là Nghị sĩ Nghị viện Châu Âu từ năm 2009 đến năm 2013.